# Kézműves sör

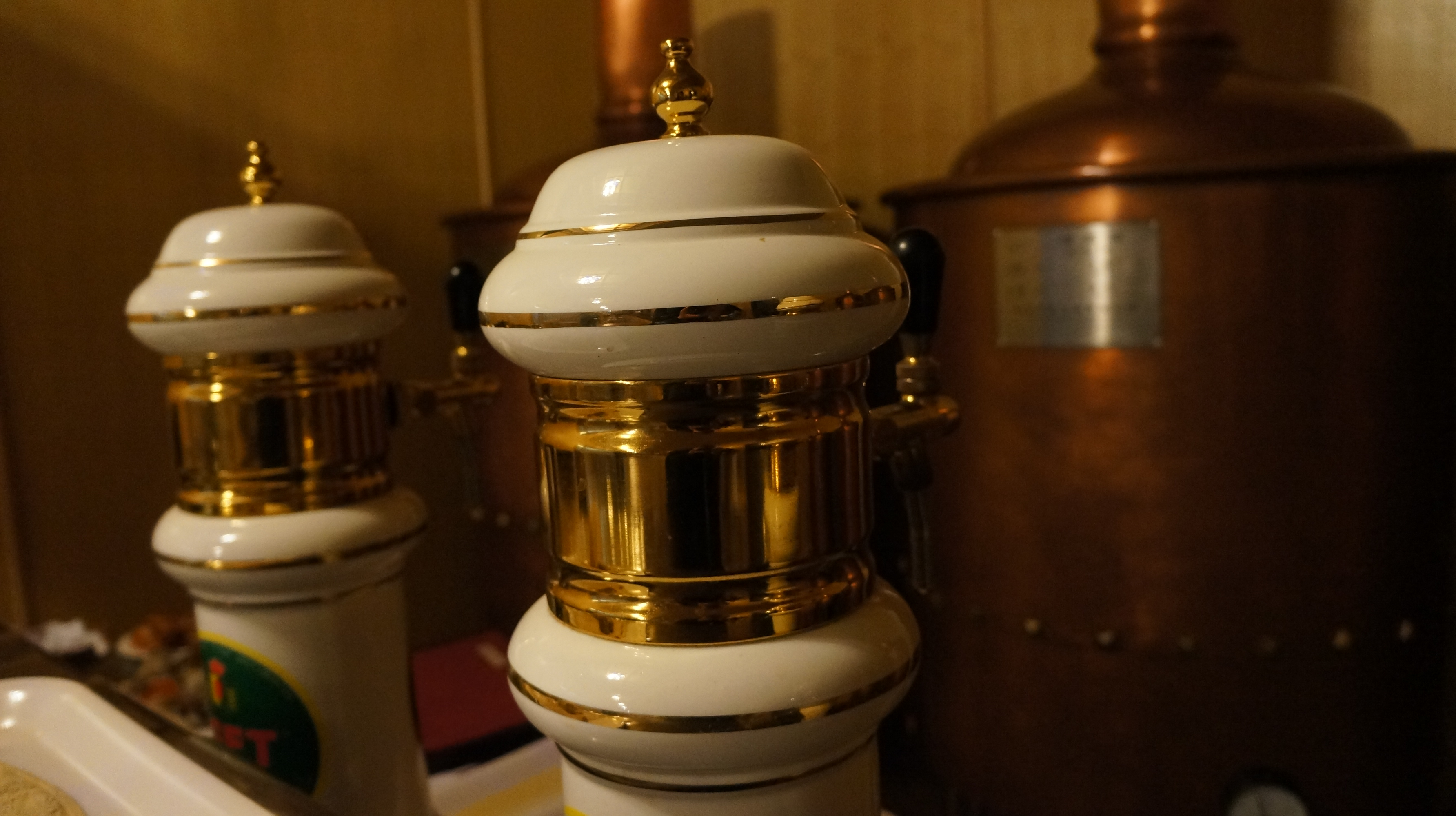
A Rakwon Paradise Microbrewery mikrosörfőzde Észak-Koreában

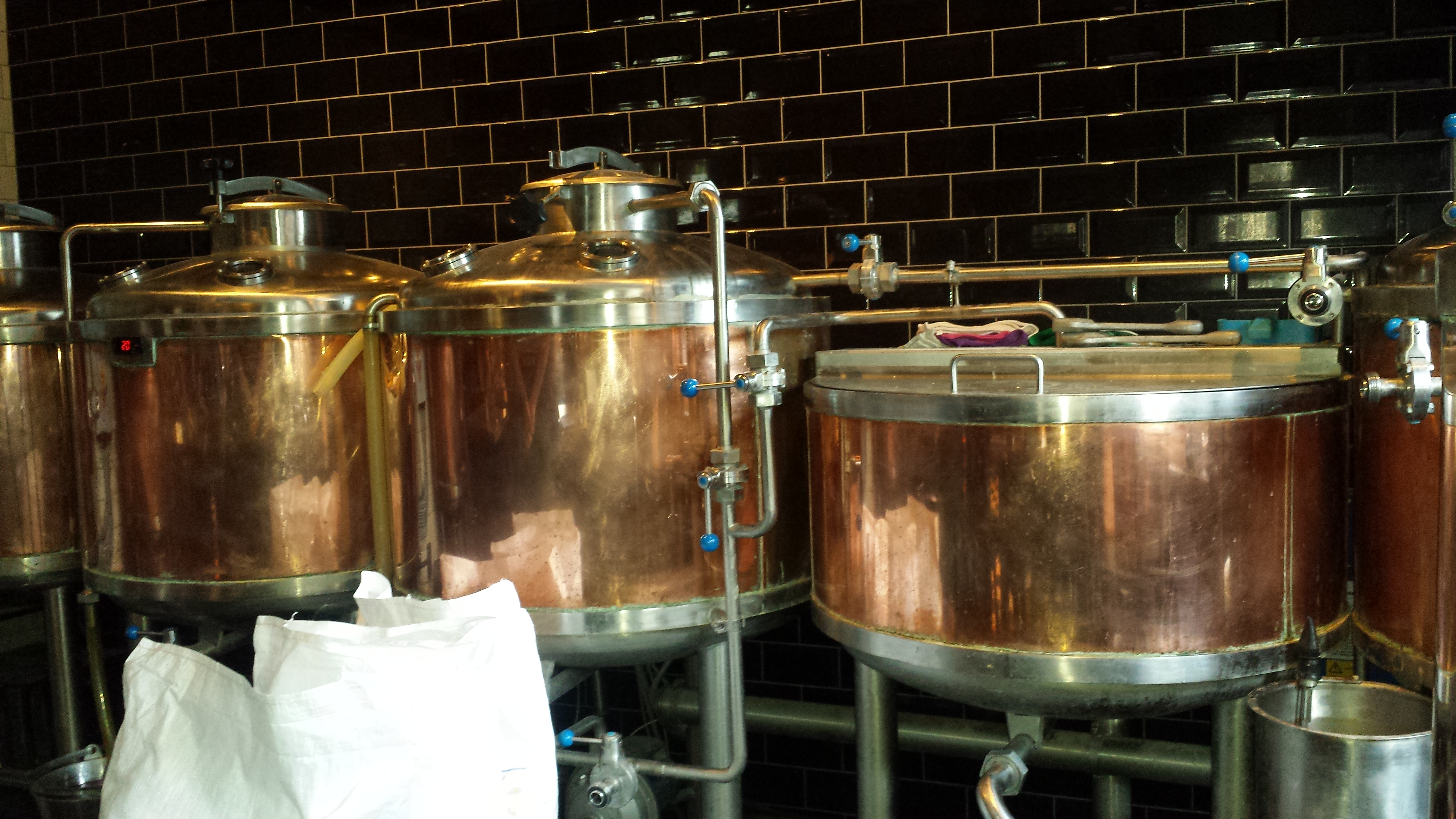
Bronz sörfőző üstök

A kézműves sör eredeti értelmében minőségi kategória: olyan sör, amit természetes alapanyagokból, az 1516-ban kiadott bajor tisztasági törvényt (Reinheitsgebot) szigorúan betartva árpamalátából, vízből és komlóból főznek adalékanyag, tartósítószer, enzim hozzáadása, sőt, pasztőrözés nélkül. Ez a fogalom idővel devalválódott, mert elkezdték mennyiségi kategóriaként, az évi 15 000 hordónál kevesebbet főző sörfőzdék termékeire, tehát mennyiségi kategóriaként, a kisüzemi sör analógiájaként használni. Ennek eredményeként a szó eredeti értelmében főzött söröket az utóbbi időben kraft söröknek nevezik. Ez utóbbi fogalom Magyarországon védett, másutt – például az Amerikai Egyesült Államokban – azonban szabadon használják minden, mikrosörfőzdében főzött sörfajtára, tovább növelve ezzel a fogalmi káoszt.

## Története
A fogalom a 20. század második felében kirobban sörforradalom eredménye. az egyedi, minőségi sörök főzésének igénye párhuzamosan támadt fel az Egyesült Királyságban és az Amerikai Egyesült Államokban.
Egyes vélemények szerint a mikrosörfőzdék (évi 5000 hordónál kevesebbet főző főzdék) mozgalma az Egyesült Királyságból indult el az 1970-es években. A mikrosörfőzde név is itt született az 1970-es évek végén, hogy így különböztessék meg a cask ale sörtípust előállító kis sörfőzdék új generációját a nagy főzdéktől és publáncoktól. Az első sikeres kézműves sörfőző Bill Urquhart volt, aki 1974-ben megalapította a Litchborough főzdét az azonos nevű Northamptonshire-i faluban. A litchborough-i főzdében oktatták is a kereskedelmi célú sörfőzést. Az ott tanulók és inaskodók közül került ki sok a brit kézműves sörfőzés úttörői.
Az Egyesült Államokban az ott kraft sörnek nevezett mozgalom 1965-ben éledt fel, amikor Fritz Maytag megvásárolta és ezzel megmentette a bezárástól az Anchor Brewing Company nevű főzdét San Franciscóban.
A kézműves sörök minta-, illetve előképe az Indian Pale Ale (IPA), amit állítólag azért főztek ennyi komlóval, hogy kibírja a hosszú hajóutat Indiáig. Egyes álláspontok szerint ez a sör indította el az amerikai sörforradalmat a kétezres évek elején.
Ennek amerikai változata az amerikai pale ale (APA), amely többnyire kevésbé komlós és valamivel kisebb alkoholtartalmú, mint az IPA.